# UTC+07:00

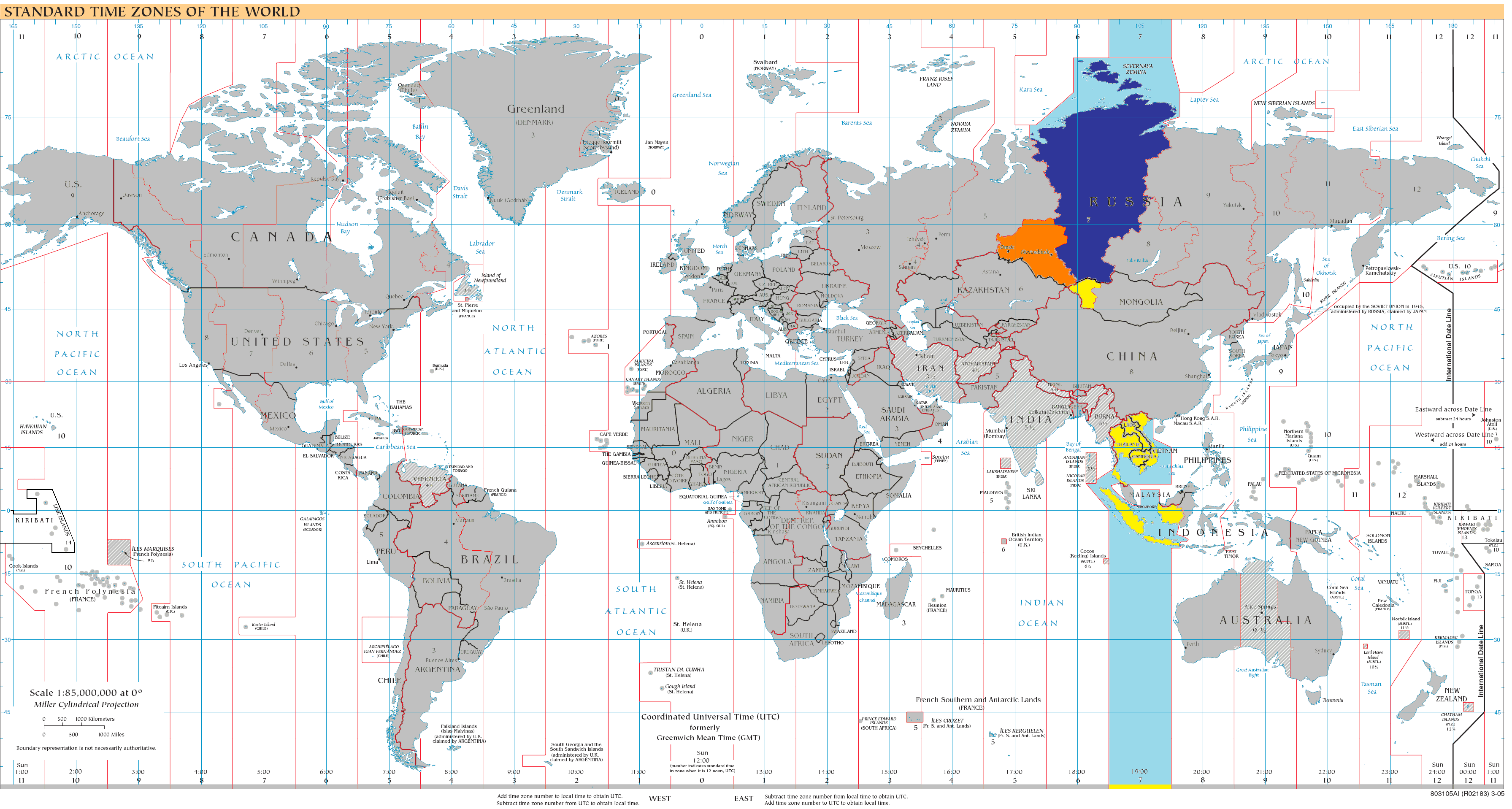
území, kde čas UTC+7 platí celoročně
území, kde čas UTC+7 platí sezónně v zimním období
území, kde čas UTC+7 platí sezónně v letním období
území, kde čas UTC+7 neplatí
mořské plochy spadající do pásma UTC+7
mořské plochy nespadající do pásma UTC+7
Poznámka: Stav k roku 2008

UTC+07:00 je zkratka a identifikátor časového posunu o +7 hodin oproti koordinovanému světovému času. Tato zkratka je všeobecně užívána.
Existují i jiné zápisy se stejným významem:
- UTC+7 — zjednodušený zápis odvozený od základního[1]
- G — jednopísmenné označení používané námořníky, které lze pomocí hláskovací tabulky převést na jednoslovný název (Golf).[2]

Zkratka se často chápe ve významu časového pásma s tímto časovým posunem. Odpovídajícím řídícím poledníkem je pro tento čas 105° východní délky, čemuž odpovídá teoretický rozsah pásma mezi 97°30′ a 112°30′ východní délky.

## Jiná pojmenování
| zkratka | česky               | anglicky                | poznámka                     | odkaz  |
| CXT     | -                   | Christmas Island Time   | viz časová pásma v Austrálii | [ 4 ]  |
| DAVT    | -                   | Davis Time              | viz časová pásma v Austrálii | [ 5 ]  |
| HOVT    | -                   | Hovd Time               | viz časová pásma v Mongolsku | [ 6 ]  |
| ICT     | -                   | Indochina Time          |                              | [ 7 ]  |
| KRAT    | krasnojarský čas    | Krasnoyarsk Time        | viz časová pásma v Rusku     | [ 8 ]  |
| NOVST   | -                   | Novosibirsk Summer Time | historicky definované pásmo  | [ 9 ]  |
| NOVT    | -                   | Novosibirsk Time        | historicky definované pásmo  | [ 10 ] |
| OMSST   | -                   | Omsk Summer Time        | neaplikuje se                | [ 11 ] |
| WIB     | západoindonéský čas | Western Indonesian Time | viz časová pásma v Indonésii | [ 12 ] |

## Úředně stanovený čas
Čas UTC+07:00 je používán na následujících územích, přičemž standardním časem se míní čas definovaný na daném území jako základní, od jehož definice se odvíjí sezónní změna času.

### Celoročně platný čas
- Antarktická základna Davis — standardní čas platný na této základně
- Indonésie — standardní čas na většině území (provincie Ačeh, Bangka-Belitung, Banten, Bengkulu, Jakarta, Jambi, Jižní Sumatra, Lampung, ostrovy Riau, Riau, Severní Sumatra, Střední Jáva, Střední Kalimantan, Východní Jáva, Západní Jáva, Západní Kalimantan, Západní Sumatra a zvláštní oblast Yogyakarta)
- Kambodža — standardní čas platný v tomto státě
- Laos — standardní čas platný v tomto státě
- Mongolsko — standardní čas platný na části území (ajmagy Bajanölgijský, Chovdský a Uvský)
- Rusko — standardní čas platný na části území (Altajská republika, Altajský kraj, Chakasie, Kemerovská oblast, Krasnojarský kraj, Novosibirská oblast, Tomská oblast, Tuva)
- Vánoční ostrov (Austrálie) — standardní čas platný na tomto ostrově
- Vietnam — standardní čas platný v tomto státě
- Thajsko — standardní čas platný v tomto státě